# Lexus
A Lexus a japán Toyota óriásvállalat luxusautókat gyártó leányvállalata. A Lexus márkát több mint 70 országban forgalmazzák világszerte. A Lexus központja Nagojában van, de világszerte operatív központok találhatók Brüsszelben, Belgiumban és az Egyesült Államokban is.

## Története

### Kezdetek

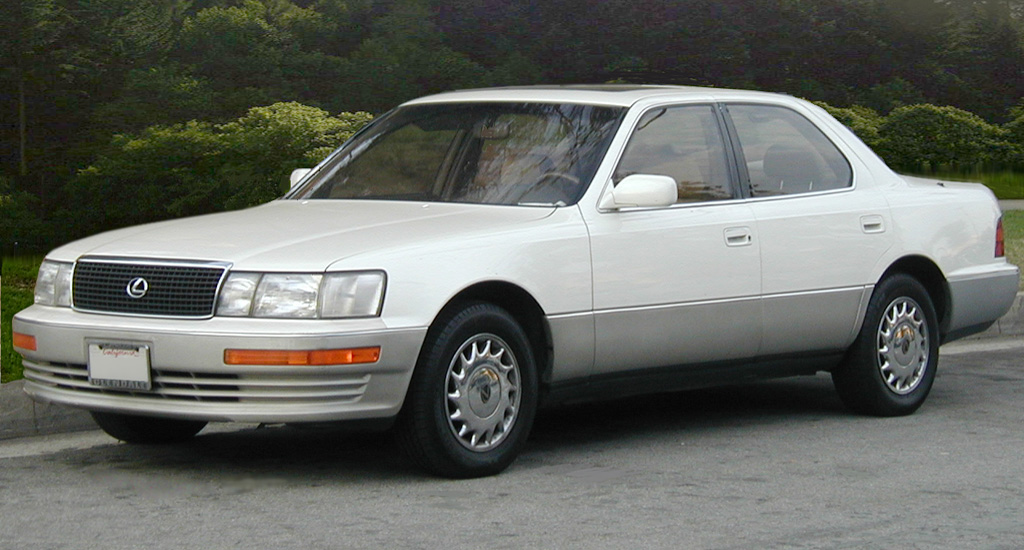
LS 400 sedan, 1989

1983-ban a Toyota elnöke, Eiji Toyoda meg szerette volna építeni a világ legjobb autóját. A projekt kódneve F1 lett ("Flagship One", vagyis Zászlóshajó 1). Kidolgozták a Lexus LS 400 tervét azzal a céllal, hogy bővítsék a Toyota termékcsaládot a prémium szegmensben. Az F1 projektet a Toyota Supra sportkocsi és a prémium Toyota Mark II modellek követték, ám az F1 tervezők az új szedánnal a nemzetközi piacokat szerették volna megcélozni, ezért elkezdtek egy új V8-as motor fejlesztését is. 1986-ban a Honda bemutatta Acura prémium márkáját az Egyesült Államokban, majd 1987-ben a Nissan is az Infiniti-t, ezek pedig még inkább befolyásolták a Toyota luxus részlege jövőbeli terveit. A Toyota kutatói az Egyesült Államokban folytattak piackutatást, valamint fókuszcsoportos interjúkat a luxus fogyasztók körében. Megállapították, hogy egy külön márkára és értékesítési csatornára volna szükség, hogy bemutassák az új szedánt. Megszületett a Lexus, mely egyes elméletek szerint egy szóösszetételt jelent ("luxus" és a "elegancia"), de egy másik elmélet szerint ez egy mozaikszó: "Luxus export az USA-ba". Az F1 projekt 1989-ben befejeződött, és januárban debütált a Lexus LS 400-as modell az Észak-Amerikai Nemzetközi Autókiállításon Detroitban. Az LS400-on kívül a kisebb ES250-est is a piacra dobták. 1989 végén, összesen 16.392db LS 400 és ES 250 szedánt értékesítettek. Bár az értékesítés lassabb ütemben kezdődött el, mint az várható volt, a kitűzött 16.000 darabos célt végül elérték az évben.

### Első generáció (XE10; 1998–2005)

#### 1998-2000

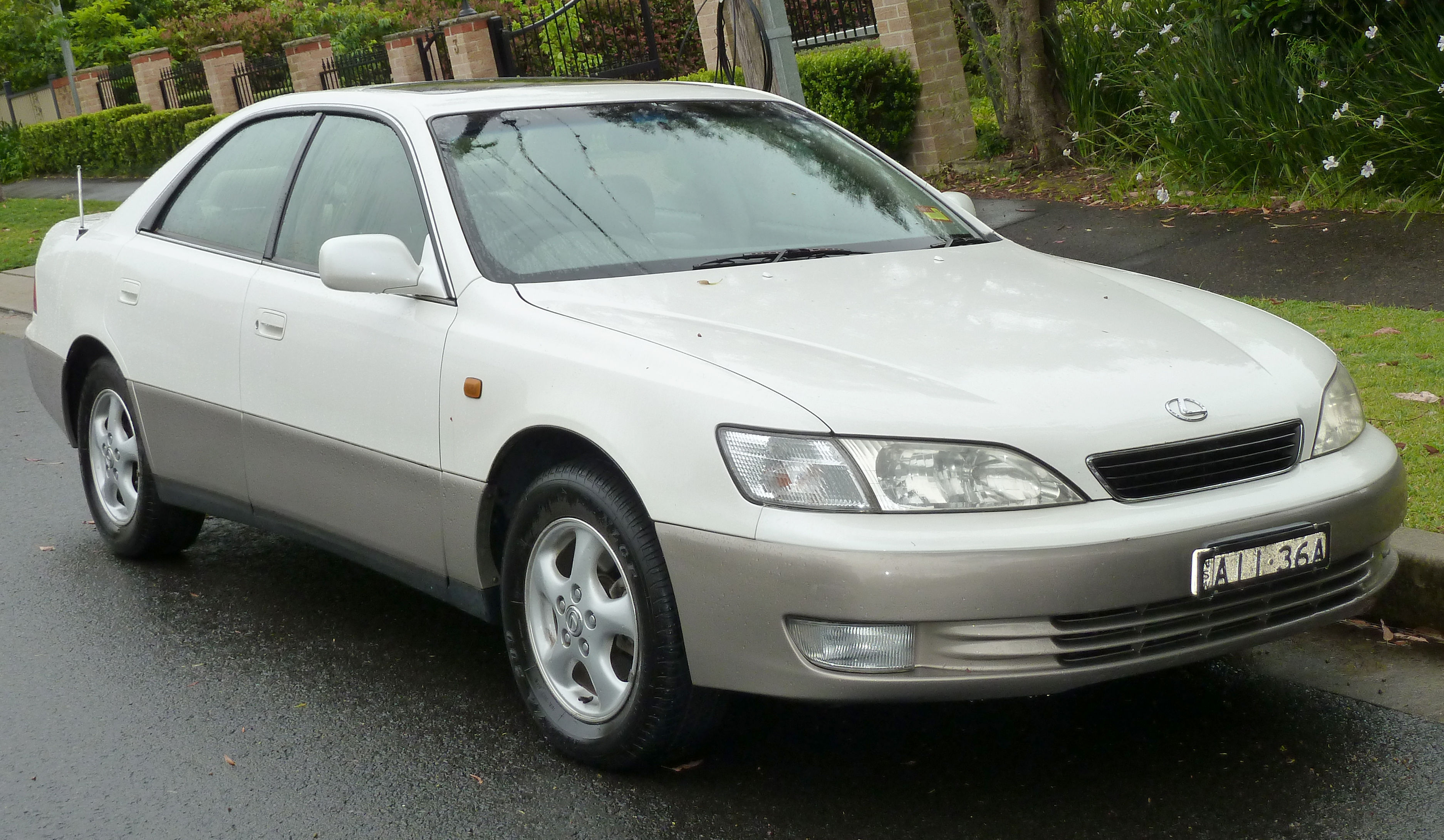
ES 300, 1990

1990-ben, túl az első teljes értékesítési éven, a Lexus eladott 63.594db LS 400 és ES 250 szedánt. 1991-ben a Lexus bemutatta első sportkupé modelljét, az SC 400-at, majd ezt követte a második generációs ES 300-as szedán. 1993-ban a Lexus elindította a közepes méretű GS 300 sport szedán gyártását, majd 1994-ben bemutatta a második generációs LS 400-at. 1996-ban debütált a Lexus első sport terepjárója, az LX 450, majd nem sokkal később megszületett a harmadik generációs ES 300 szedán is. 1998-ban megjelent a cég első luxus márkájú crossover SUV modellje, az RX 300, melynek célközönsége az elővárosi vásárlók voltak, akik egy igényes SUV-ot akartak, de nem volt szükségük a LX modell nyújtotta off-road képességekre.

### Második generáció (XE20; 2005–2013)

#### 2005-2008

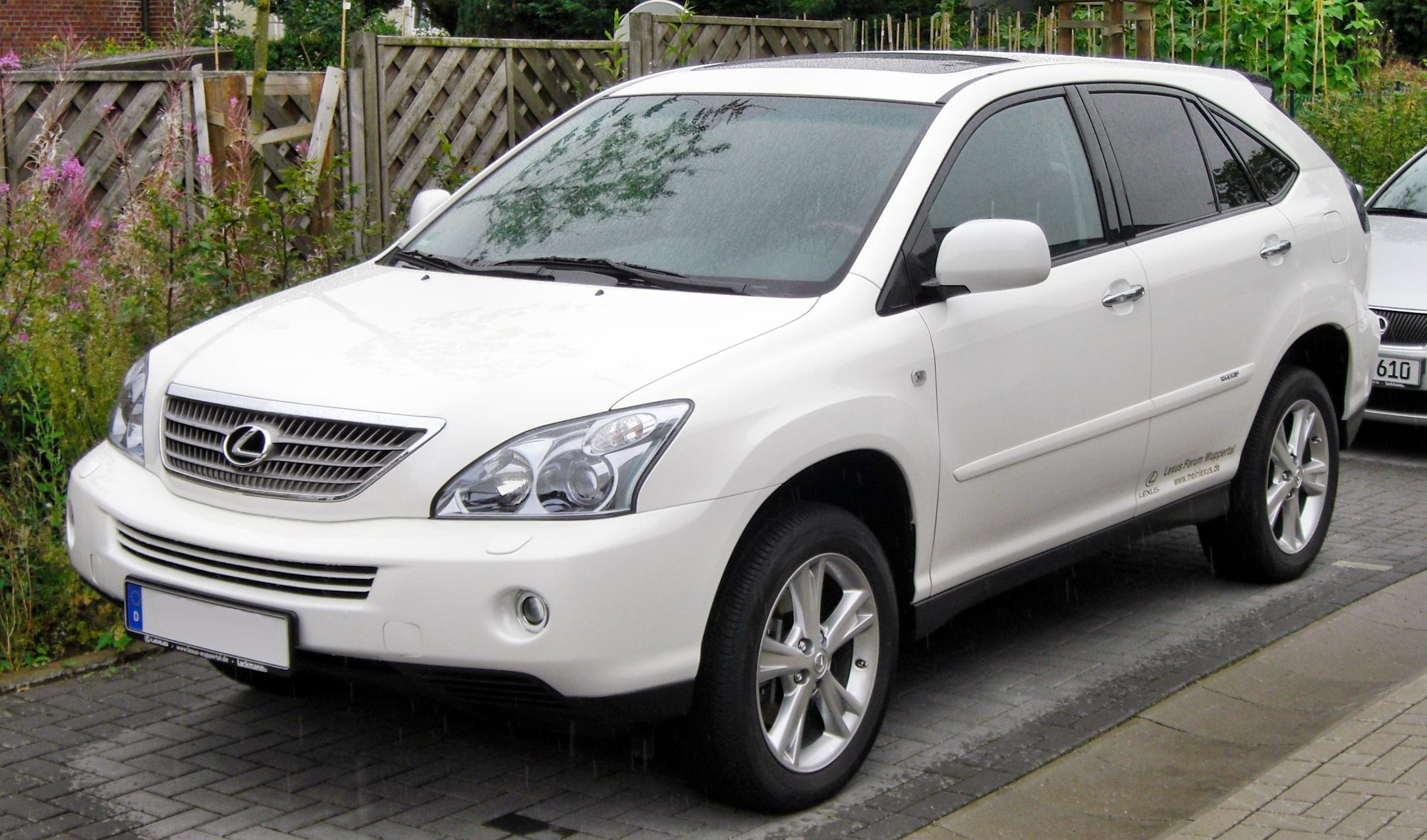
RX 400h, 2004

2000-ben a Lexus bemutatta az IS modell palettát, ez pedig egy sor sport szedán belépését jelentette a piacra. 2002-ben debütált a GX 470 közepes méretű SUV, majd 2003-ban a második generációs RX 330. 2004-ben az első luxus márkájú sorozatgyártású hibrid SUV, az RX 400h is meglátta napvilágot. Ez a jármű a Toyota Hybrid Synergy Drive rendszert használta, és kombinálta a benzines és az elektromos motorokat. 2006-ban a Lexus elkezdte értékesíteni a GS 450h, V6 hibrid szedánt, és elindította a negyedik generációs LS vonalat is, amely mind a normál kivitelben, mind hosszú tengelytávú V8 (LS 460 és LS 460 L) és hibrid (LS 600h és LS 600h L) változatban is kaphatóak voltak. 2007 januárjában a Lexus bejelentette, hogy elindult az új F típus részlege, amely nagy teljesítményű, versenyzés ihlette változatokat fog kínálni. Az IS F debütált a 2007-es Észak-Amerikai Nemzetközi Autókiállításon, emellett pedig megjelent a Lexus LF-A koncepcióautó is.

#### 2013-2016

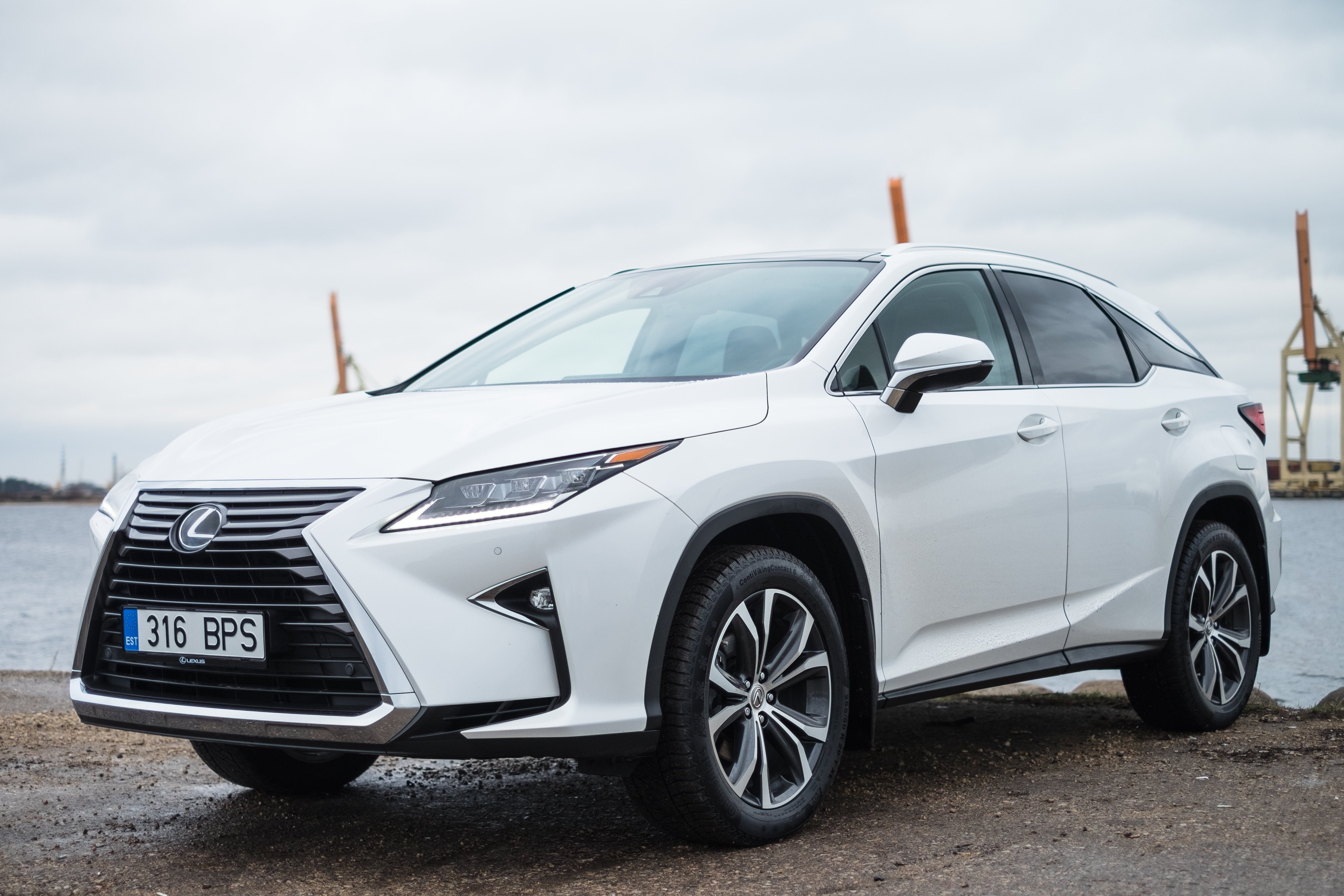
Lexus RX, 2016

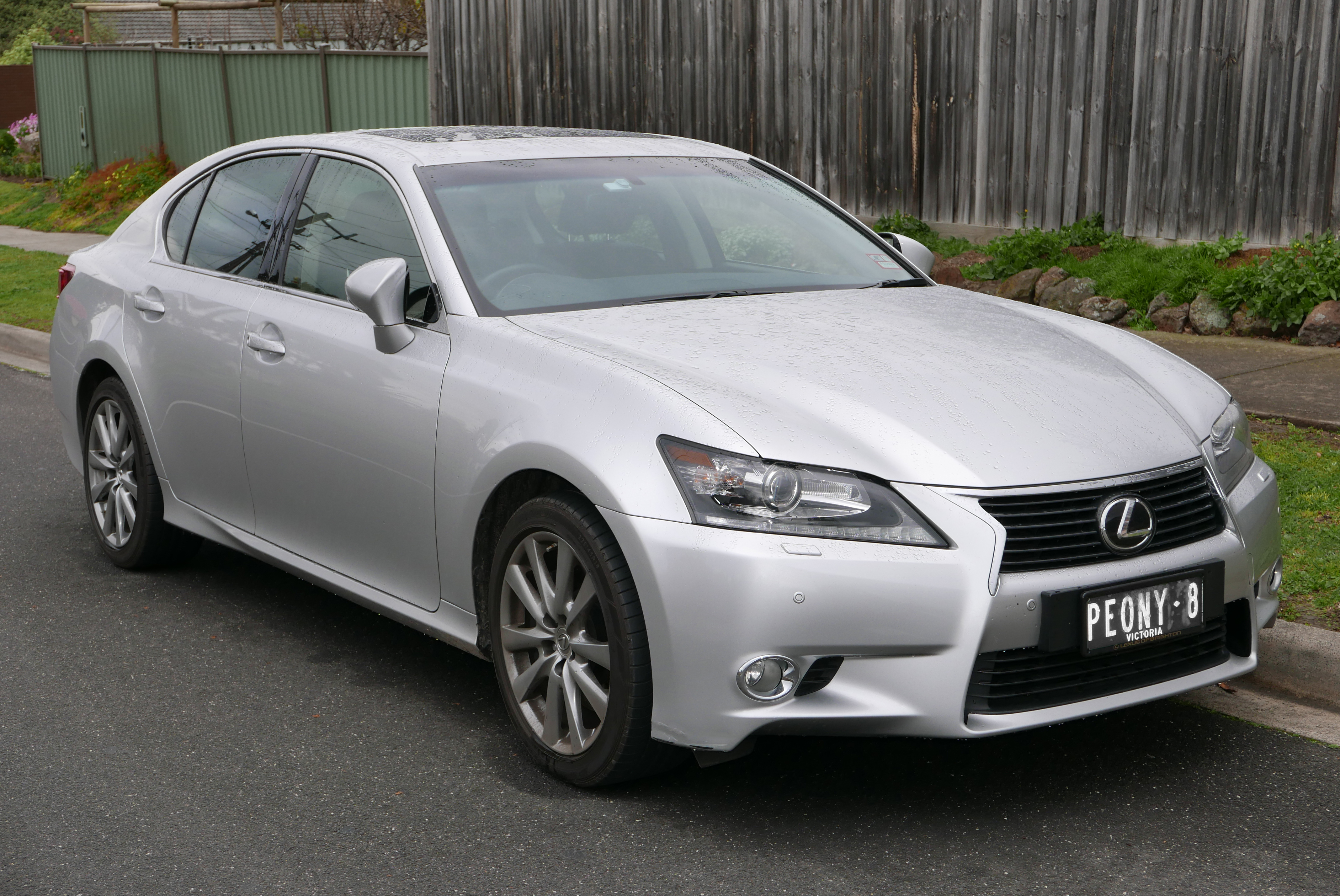
Lexus GS 250, 2015

#### 2008-2010
2010 végén a Lexus elkezdte értékesíteni a CT 200h, kompakt négyajtós hibrid ferde hátú modelljét. A Lexus tizenegy egymást követő éven keresztül a legkelendőbb luxus autómárka volt az USA-ban, de 2011-ben ezt átvette a BMW, majd a Mercedes-Benz. Ezt követően, a Toyota elnöke Akio Toyoda megfogadta, hogy visszaállítja a szenvedélyt a márka iránt és tovább növeli a Lexus szervezeti függetlenségét. 2012 januárjában elkezdődött a negyedik generációs GS vonal bevezetése, beleértve a GS 350 és GS 450h változatokat, valamint egy kisebb lökettérfogatú GS 250 modellt. 2012 áprilisában megjelent a hatodik generációs ES 350 és ES 300h a New York-i Nemzetközi Autókiállításon. 2016 márciusában a Lexus bejelentette, hogy új zászlóshajójuk a kétajtós LC 500 lesz, mely 2017-ben fog megjelenni. A járművet 2017 végéig gyártották egy 468 lóerős V8 verzióban. Az LC 500h, a V6 hibrid verzió 2018 elején lesz elérhető.

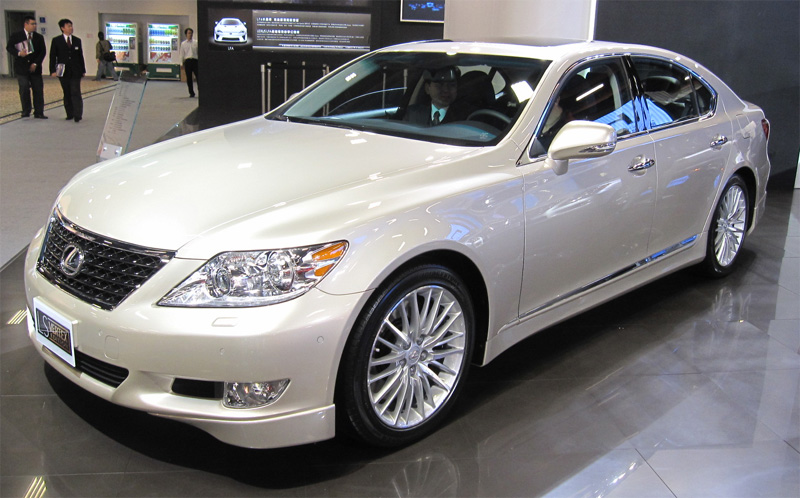
Lexus-LS Sport

### Harmadik generáció (XE30; 2013–napjainkig)

#### Facelift 2016-

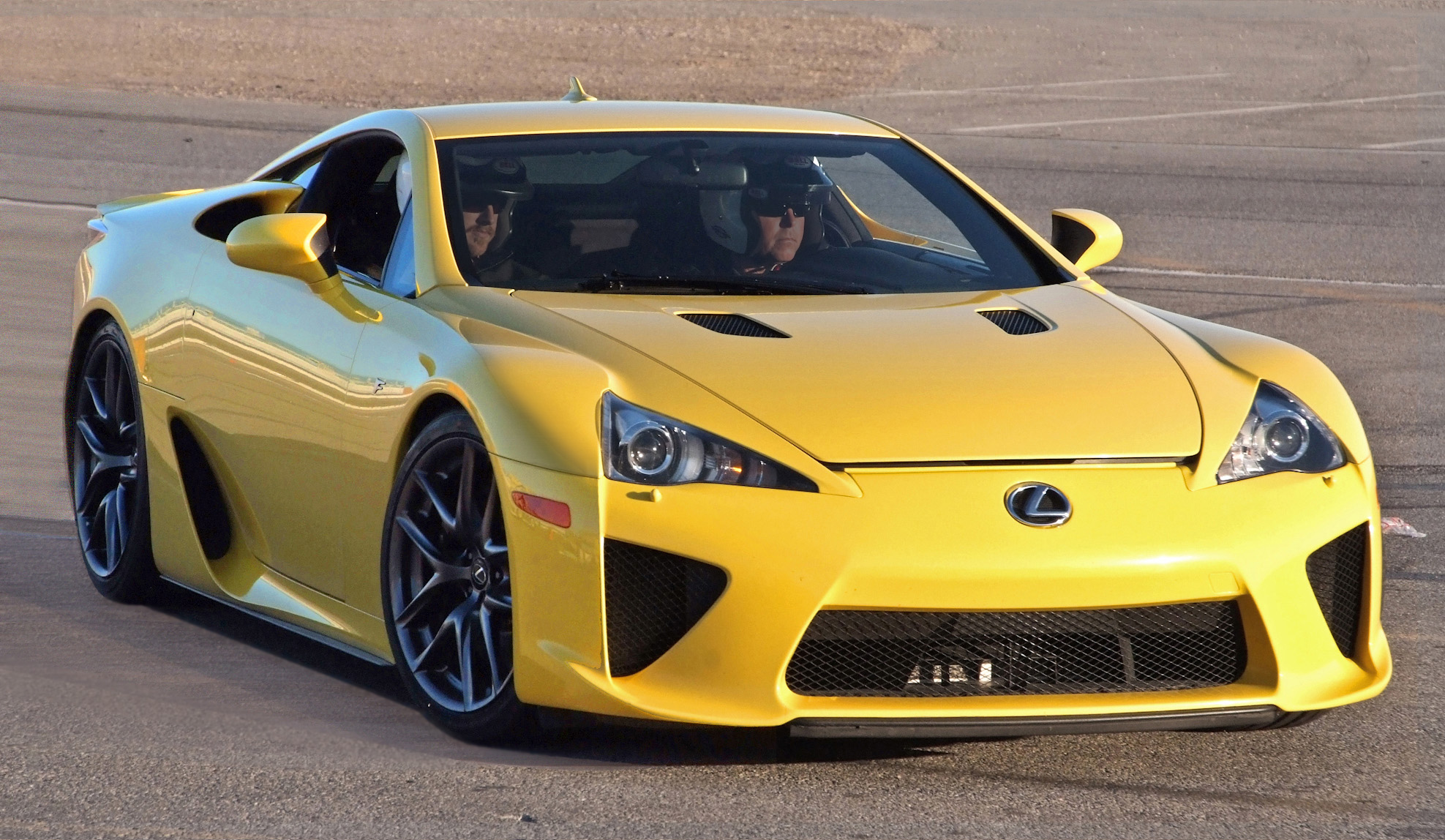
Lexus LF-A

Az autó a díjnyertes Tahara üzemben készült.
Az autó 2016-ban egy ráncfelvarrást kapott ami érintette az első lökhárítót, hűtőrácsot, fényszórókat, hátsó lökhárítót.
Rendelhetővé vált a Lexus Safety System+ csomag: 
- ütközés előtti biztonsági rendszer

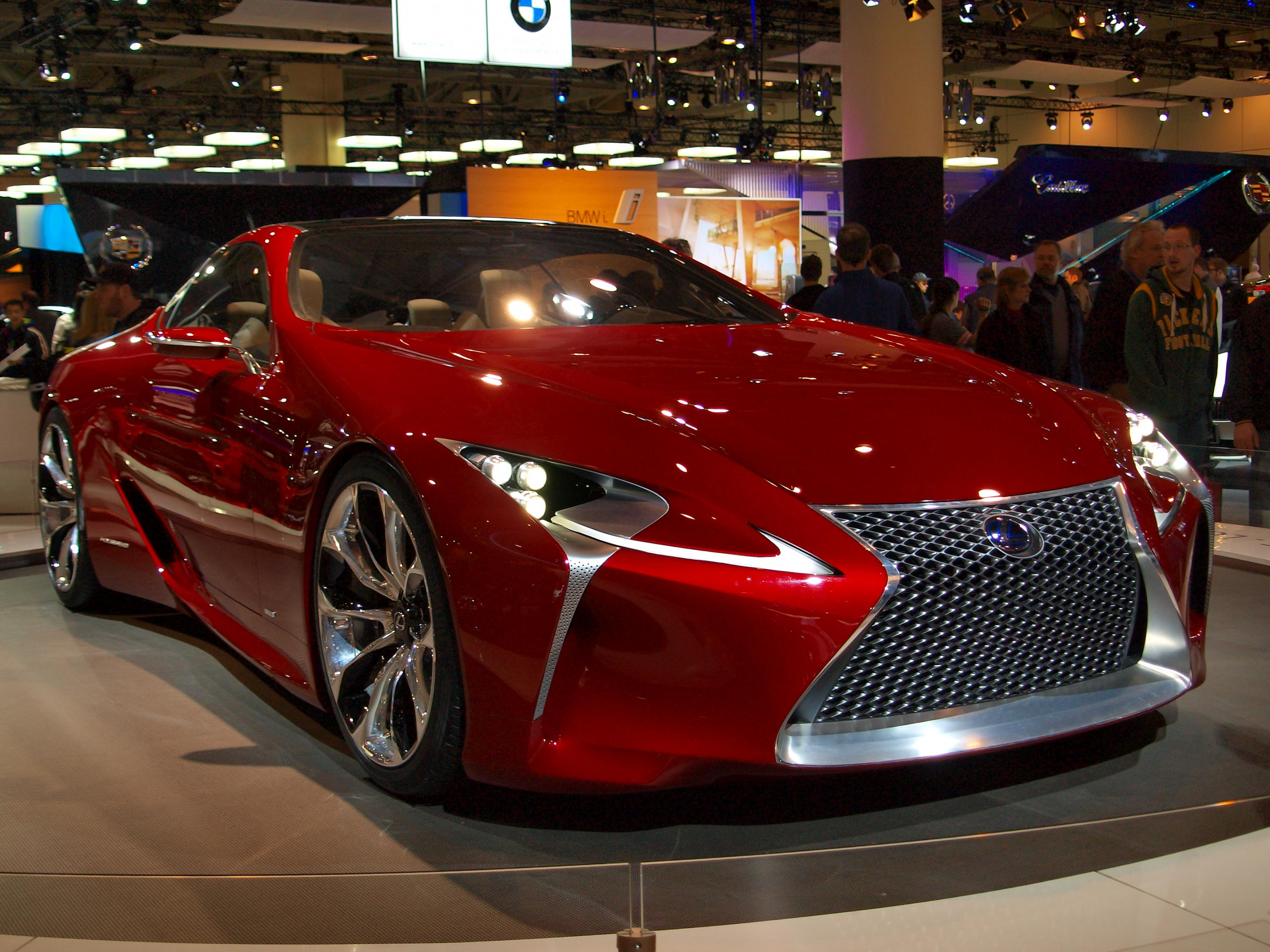
Lexus LF-LC

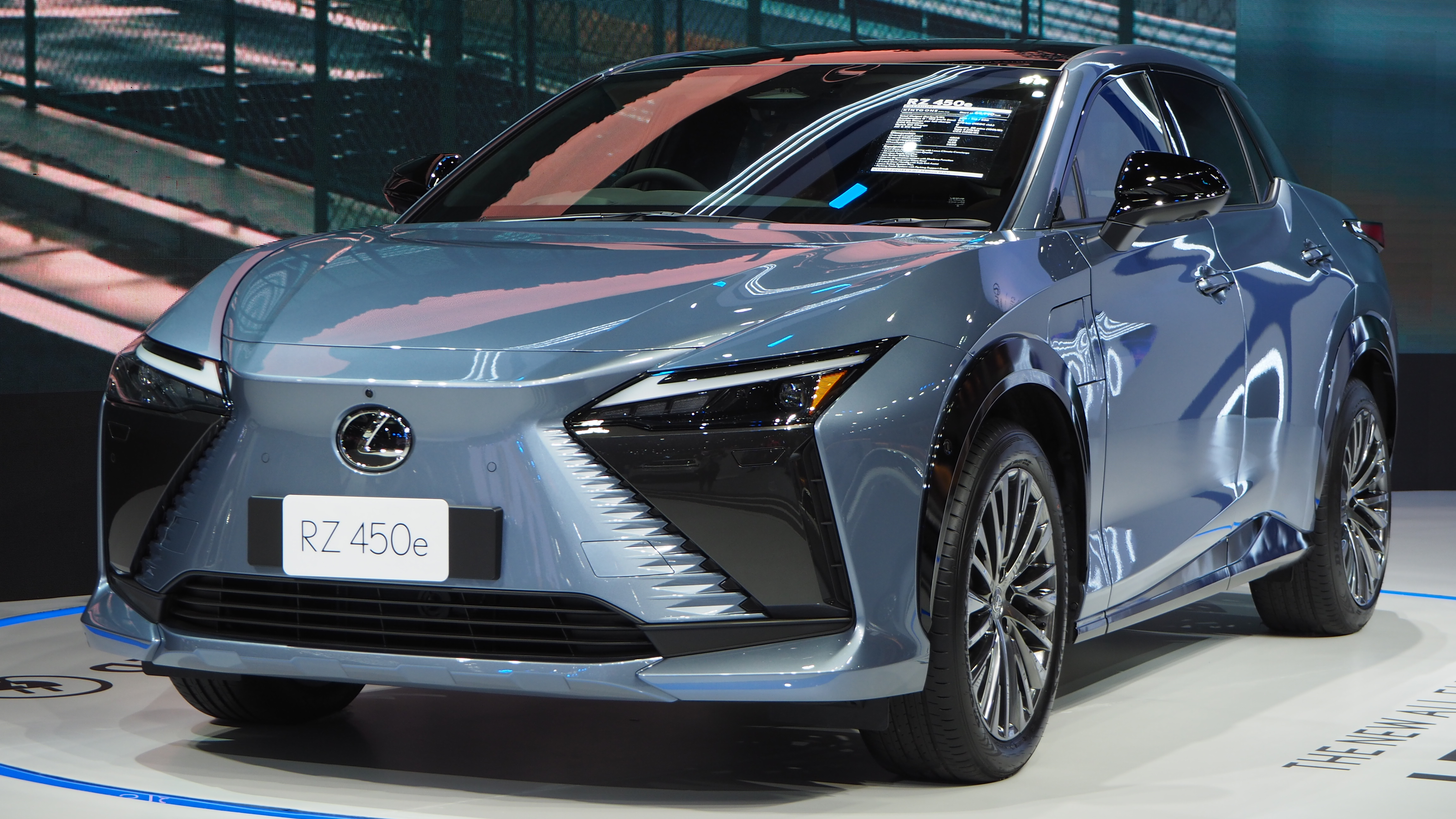
Az akkumulátoros elektromos Lexus RZ

- fejlett sávtartó asszisztens
- adaptív sebességtartó automatika
- jelzőtábla felismerő rendszer
- gyalogosvédelem

## Modellek
Lexus modellek elnevezését egyöntetűen alfanumerikus kétbetűs megnevezések, majd három számjegy kísérik. Az első betű a Lexus modellválaszték relatív állapotát (rangsor) jelenti, míg a második betű autó karosszériájára utal (pl. LS "luxus sedan"). Az 'S' utalhat sedan vagy a sport változatra, míg az "X" betű luxus terepjárót vagy SUV modellt jelöl. A három számjegy jelzi a lökettérfogatot literben, szorozva százzal (Pl. 350 az 3,5 L motorra utal). Egyes modellek neve után a kisbetűs alfanumerikus jelölések a hajtómű típusát jelölik ("h" hibrid, "d" diesel, "t" turbófeltöltésű), míg a nevet követő nagybetűk az altípus osztályt mutatják ("L" hosszú tengelytávú, "C" kupé, "AWD" összkerékhajtású). Ez alól kivételt képeznek az "F marque" modellek, mivel ők kétbetűs jelölést és az "F" betűt használják számok és kötőjelek nélkül. (Pl. IS F)

### Jelenleg gyártott modellek
- CT (ZWA10_) (2010.12–)
- GS (_L1_) (2009.11–)
- IS III (_E3_) (2013.04–)
- LC (_Z10_) (2016.10–)
- LS (_F5_) (2017.10–)
- NX (_Z1_) (2014.07–)
- RC (_C1_) (2014.08–)
- RX (_L2_) (2015.10–)
- RZ (2022–)

### Beszüntetett gyártású modellek
- SC - 300, 400 (1991-2000, Generáció 1); 430 (2001-2010, Generáció 2)
- ES - 250 (1989-1991, Generáció 1); 250, 300 (1992–1996, Generáció 2); 250, 300 (1997–2001, Generáció 3); 300, 330 (2002–2006, Generáció 4); 240, 350 (2007–2012, Generáció 5)
- LX - 450 (1996–1997, Generáció 1); 470 (1998–2007, Generáció 2)
- RX - 220, 240, 300 (1999–2003, Generáció 1); 300, 330, 350 (2004–2009, Generáció 2); 270, 350 (2010–2015, Generáció 3)
- LS - 400 (1990–1994, Generáció 1); 400 (1995–2000, Generáció 2); 430 (2001–2006, Generáció 3); 460, 600h (2007–2017, Generáció 4)
- IS - 200, 300 (1999-2005, Generáció 1); 220, 250, 300, 350, F (2006–2013, Generáció 2)
- GS - 300, 400 (1993-1997, Generáció 1); 300, 400, 430 (1998–2005, Generáció 2); 300, 350, 430, 460 (2006–2011, Generáció 3)

### Koncepció járművek
A  Toyota Motor Corporation luxus jármű részlege, a Lexus LF egy sor koncepcióautót épített. A "LF" megjelölés a "Lexus Future" nevű szóra utal, magyarul "Lexus Jövő".
- LF-A
- LF-AR
- LF-C
- LF-C2
- LF-Ch
- LF-CC
- LF-FC
- LF-Gh
- LF-LC
- LF-NX
- LF-S
- LF-SA
- LF-Sh
- LF-X
- LF-Xh

## Motorsport

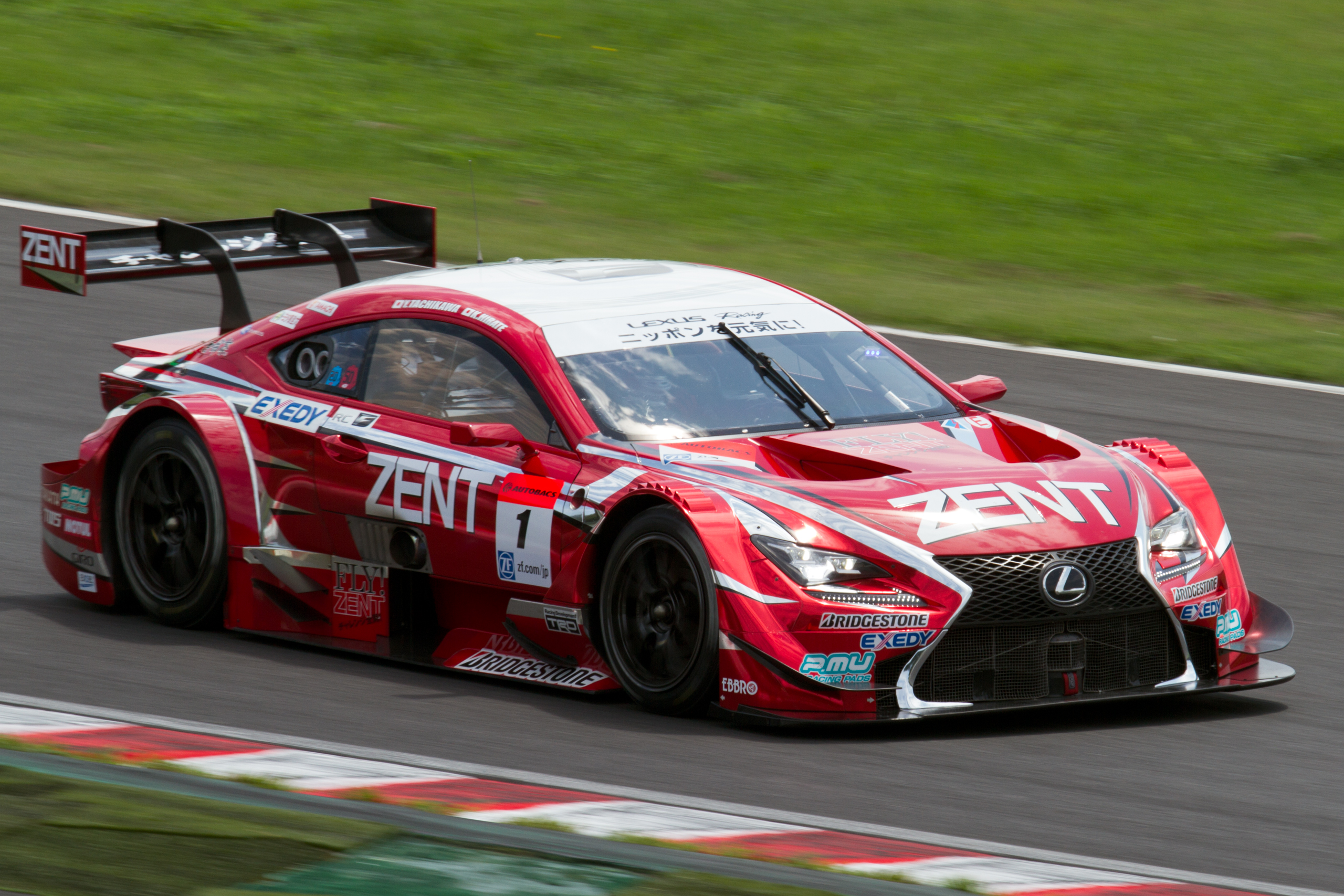
Lexus RC F, GT500, Team ZENT Cerumo

Lexus 1999-ben lépett be először a motorsport arénába a "Team Lexus" nevű csapattal. A kezdőcsapat két GS 400 járművel indult a Motorola Kupa észak-amerikai utcai túraautó versenyén. 1999-es szezonban a Team Lexus elérte az első győzelmét a hatodik futamán a "Road Atlanta" nevű pályán, Georgia államban. 2001-ben a csapat IS 300-as modellekre cserélte a járműveit, majd több versenyt is megnyertek a Grand-Am kupában. 2005-ben a Lexus Japánban, a Super GT sorozat nagy túraautó bajnokságán is elkezdett versenyezni, a GT500-as szériában.

## Fordítás
- Ez a szócikk részben vagy egészben  a   Lexus című angol Wikipédia-szócikk fordításán alapul.  Az eredeti cikk szerkesztőit annak laptörténete sorolja fel. Ez a jelzés csupán a megfogalmazás eredetét és a szerzői jogokat jelzi, nem szolgál a cikkben szereplő információk forrásmegjelöléseként.